# Diplotaxis muralis
Diplotaxis muralis é uma espécie de planta com flor pertencente à família Brassicaceae. 
A autoridade científica da espécie é (L.) DC., tendo sido publicada em Regni Vegetabilis Systema Naturale 2: 634. 1821.

## Portugal
Trata-se de uma espécie presente no território português, nomeadamente os seguintes táxones infraespecíficos:
- Diplotaxis muralis subsp. muralis - presente em Portugal Continental e no Arquipélago dos Açores. Em termos de naturalidade é nativa de Portugal Continental e introduzida no Arquipélago dos Açores. Não se encontra protegida por legislação portuguesa ou da Comunidade Europeia.